# David Gemmell
David Andrew Gemmell (Londres, 1 de agosto de 1948 — Hastings, 28 de julho de 2006) foi um escritor britânico fantasia heróica, mais conhecido por seu romance de estréia, Legend. Ex-jornalista e editor de jornal, Gemmell teve seu primeiro trabalho de ficção publicado em 1984. Ele escreveu mais de trinta romances. As obras de Gemmell exibem violência, mas também exploram temas de honra, lealdade e redenção. Sempre há um forte tema heróico, mas quase sempre os heróis têm falhas de alguma forma. Com mais de um milhão de cópias vendidas, seu trabalho continua a vender em todo o mundo.
O Prêmio David Gemmell de Fantasia foi concedido de 2009 a 2018, com o objetivo declarado de "restaurar a fantasia ao seu devido lugar no panteão literário". Um grupo diretor de 18 autores foi presidido pelo escritor Stan Nicholls e o prêmio foi decidido por votação pública.

## Trabalhos

### Ficção fantasia

#### Drenai Series
1. Legend (1984) (Originalmente publicado nos Estados Unidos pela New Infinities Productions as Against the Horde em 1988,[6] relançado como Legend)
2. The King Beyond the Gate (1985)
3. Waylander (1986)
4. Quest for Lost Heroes (1990)
5. Waylander II: In the Realm of the Wolf (1992)
6. The First Chronicles of Druss the Legend (1993)
7. The Legend of Deathwalker (1996)
8. Winter Warriors (1996)
9. Hero in the Shadows (2000)
10. White Wolf (2003) (The Damned Series Book 1)
11. The Swords of Night and Day (2004) (The Damned Series Book 2)

A ordem de publicação dos livros não corresponde à cronologia dos eventos que ocorrem na série. A ordem cronológica é:
1. Knights of Dark Renown
2. Morningstar
3. Waylander
4. Waylander II: In the Realm of the Wolf
5. Hero in the Shadows
6. The First Chronicles of Druss the Legend
7. The Legend of Deathwalker
8. White Wolf
9. Legend
10. The King Beyond the Gate
11. Quest for Lost Heroes
12. Winter Warriors
13. The Swords of Night and Day

Antologias/Omnibus incluem
- Drenai Tales Volume I: contains; Waylander, Druss the Legend, Legend, The King Beyond the Gate
- Drenai Tales Volume II: contains; Quest for Lost Heroes, Waylander II and The First Chronicles of Druss the Legend
- Drenai Tales Volume III: contains; The Legend of the Deathwalker, Winter Warriors and Hero in the Shadows

#### Série Rigante
1. Sword in the Storm (1999)
2. Midnight Falcon (2000)
3. Ravenheart (2001)
4. Stormrider (2002)

#### Stones of Power / Sipstrassi tales
Esta série é conhecida por vários nomes. Toda a série trata das Pedras do Poder, também conhecidas como Sipstrassi. Os primeiros dois livros contêm uma reinvenção da lenda arturiana. Os três últimos romances envolvem o protagonista Jon Shannow. Os primeiros quatro romances foram publicados em uma edição omnibus como Stones of Power: A Sipstrassi Omnibus em 1992.
1. Ghost King (1988)
2. Last Sword of Power (1988)

##### Jon Shannow
1. Wolf in Shadow (1987)
2. The Last Guardian (1989)
3. Bloodstone (1994)

- Omnibus: The Complete Chronicles of the Jerusalem Man (1995)

#### Série Hawk Queen
1. Ironhand's Daughter (1995)
2. The Hawk Eternal (1995)

#### Títulos de fantasia individuais
- Knights of Dark Renown (1989)
- Morningstar (1992)
- Dark Moon (1996)
- Echoes of the Great Song (1997)

### Ficção histórica

#### Série Troy
1. Troy: Lord of the Silver Bow (2005)
2. Troy: Shield of Thunder (2006)
3. Troy: Fall of Kings (2007)

#### Série Greek
1. Lion of Macedon (1990)
2. Dark Prince (1991)

Nas impressões oficiais, esses dois livros (Lion of Macedon, Dark Prince) são agrupados com a série "Stones of Power" e contêm alguns dos mesmos personagens e suposições sobre como o mundo funciona.

### Não fantasia
- White Knight, Black Swan (1993) (sob o pseudônimo de Ross Harding, relançado em 2017)

Publicado por Arrow Books.
- Rhyming Rings (2017) (publicado pela primeira vez 11 anos após sua morte)

Publicado por Victor Gollancz.

### Histórias em quadrinhos
- Ambos Legend (1984) e Wolf in Sombra (1994) também ter sido lançado como graphic novels, com texto de Stan Nicholls e trabalhos de arte por Fangorn.